# Nabalus racemosus
Nabalus racemosus là một loài thực vật có hoa trong họ Cúc. Loài này được Michx. miêu tả khoa học đầu tiên năm 1803.